# Віццоло-Предабіссі
Віццоло-Предабіссі (італ. Vizzolo Predabissi) — муніципалітет в Італії, у регіоні Ломбардія,  метрополійне місто Мілан.
Віццоло-Предабіссі розташоване на відстані близько 460 км на північний захід від Рима, 18 км на південний схід від Мілана.
Населення — 4003 особи (2012).

## Демографія
Населення за роками:

Станом на 1 січня 2023 року в муніципалітеті офіційно проживав 331 іноземець з 42 країн, серед них 121 громадянин країн Євросоюзу та 9 громадян України.

## Сусідні муніципалітети
- Казальмайокко
- Черро-аль-Ламбро
- Кольтурано
- Дрезано
- Меленьяно
- Сан-Ценоне-аль-Ламбро
- Сордіо